# Wagner Lopes
Wagner Lopes, född 29 januari 1969 i São Paulo, Brasilien, är en japansk tidigare fotbollsspelare.